# Emirates Stadium
Emirates Stadium je nogometni stadion u sjevernom Londonu na kojem svoje domaće utakmice od ljeta 2006. igra Arsenal. Stadion ima kapacitet od 60.432 mjesta, što ga čini drugim najvećim stadionom u Engleskoj Premier Ligi nakon Old Trafforda, doma Manchester Uniteda. Stadion je zamijenio Arsenal Stadium poznatiji kao Highbury, koji je svojim kapacitetom od 38.419 mjesta postao premalen zahtjevima publike i kluba. Stadion je izvorno bio poznat pod nazivom Ashburton Grove, prije negoli je prava na imenovanje u listopadu 2004. otkupila zrakoplovna tvrtka Emirates iz Ujedinjenih Arapskih Emirata.
Prva utakmica uopće odigrana na Emirates Stadiumu bila je oproštajna utakmica Dennisa Bergkampa protiv njegovog bivšeg kluba Ajaxa iz Amsterdama 22. srpnja 2006., a prva natjecateljska utakmica odigrana je 19. kolovoza između Arsenala i Aston Ville u Premiershipu, a završila je neodlučenim rezultatom 1:1. Prva utakmica europskog klupskog natjecanja odigrana je 23. kolovoza između Arsenala i zagrebačkog Dinama u trećem pretkolu Lige prvaka, a završila je pobjedom Arsenala 2:1. Prvi gol koji je Arsenal primio u europskim natjecanjima na svom novom stadionu postigao je hrvatski reprezentativac Eduardo da Silva. Prva međunarodna utakmica odigrana je 3. rujna 2006., kada je Brazil u prijateljskoj utakmici pobijedio Argentinu s 3:0. Dosad najveća posjeta bila je 60.132 gledatelja na utakmici Premiershipa protiv Readinga 3. ožujka 2007., koju je Arsenal dobio rezultatom 2:1.